# Siphonodon
Siphonodon là một chi thực vật thuộc họ Celastraceae.
Bao gồm các loài:
- Siphonodon celastrineus, Griff.